# Geositta maritima
Geositta maritima là một loài chim trong họ Furnariidae.